# Пряма мова
Пряма мова —  це спосіб передачі чужої мови, при якому мовець або автор тексту повністю зберігає її лексичні, синтаксичні та стилістичні особливості. 
```
— Вставай, сину, підемо.
Протираю од сну очі. 
— Куди, мамо?
— О, а хіба ти забув: підемо дивитись, як сонце сходить. Ти ж просив, щоб тебе збудили. Вставай! — підводить мене. (С. Васильченко)
```

Пряма мова у драматичних творах:
  а) пишеться після назви дійової особи та крапки (без лапок):
```
Невідомий. Здрастуйте вам.
Роман. Здоров.
Невідомий. Це хата Герасима Никодимовича Калитки?
Роман. Це.
Невідомий. А де ж сам хазяїн?
Роман. Вони в город поїхали, сьогодня повинні буть назад. (І. Карпенко-Карий)
```

  б) пишеться під назвою дійової особи в поетичних творах (без крапки або після двокрапки):
```
— Свічка
— Меласю! Рідна!
— Міланка
— Любий! Ти живий?..
— О любий мій!.. Яка ж... тепер... я рада...
— Свічка
— Голубонько! Голубонько моя! (І. Кочерга).
```

В усіх випадках пряму мову починаємо з великої літери, але по-різному поєднуємо зі словами автора.
1. Якщо слова автора стоять: 

  а) перед прямою мовою — після них ставимо двокрапку, наприклад:
```
У цілого війська девіз був один: «За волю, за рідну країну!» (Леся Українка).
```

  б) після прямої мови — перед ними ставимо тире, крапку замінюємо на кому (знак питання, знак оклику, три крапки залишаємо без змін), наприклад:
```
«Ось я йду!» — обізвалась Зима (Леся Українка).
«Більше не підіймете?» — поцікавився Кармазин (О. Гончар).
```

Примітка. Якщо слова автора при цьому починаються словами так, ось що, ось як і под., то в тих випадках, де після прямої мови мали б стояти кома й тире, ставимо тільки тире:
```
«Треба завжди бути чесними» — так казала дітям мати.
```

  в) у середині прямої мови — вони виділяються з обох боків комами й тире; проте якщо розрив робиться між двома окремими реченнями, то після слів автора ставимо не кому, а крапку й тире, наприклад:
```
«Мої друзі — вбогі бідолахи, — говорить Кармель, — от мої друзі!»
«Яких же я людей бачу? — одказує Кармель. — Багатих та вбогих» (Марко Вовчок).
```

2. Якщо репліки беруться в лапки й записуються підряд без слів автора, то між ними ставимо тире, наприклад:
```
«Мамо, — питаю, — то льони цвітуть?» А мати сміється: «То, — кажуть, — Дніпро». — «А чого він такий синій?» — «Від неба», — кажуть (О. Гончар).
```

Примітки:

  а) слова автора, коли вони стоять у середині чи після прямої мови, починаються з малої літери;

  Але зауважте: якщо слова автора, що стоять після прямої мови є окремим реченням, вони пишуться з великої літери. Наприклад:
```
— Є ще дещо... — Я перехиляюся через стіну та розтискаю пальці.
— Я кохаю тебе. — Він поцілував її.
```

  б) слова автора та пряма мова завжди становлять окремі речення.

3. Якщо пряма мова, розірвана словами автора, є складним реченням із двокрапкою, то перед його другою частиною після слів автора ставимо двокрапку й тире, а пряма мова продовжується з малої літери, наприклад:

```
«Дівчатонька мої, голубочки! Глядіть, лишень не перехваліть його, — сміється Катря дівчатам: — Славні бубни за горами, а зблизька — шкуратяні» (Марко Вовчок).
```

4. Якщо одна частина слів автора стосується першої частини прямої мови, а друга — другої, що йде після слів автора, то після першої частини розділові знаки ставимо за загальними правилами, а перед другою частиною — двокрапку й тире, наприклад:

```
«Оце так! — оторопів Ярослав, потім запитав грубо, щоб приголомшити її і приглушити власні болі: — А ще кого ти любиш?» (М. Стельмах).
```

Зауважте:

  а) не виділяємо лапками прямої мови, коли немає прямої вказівки на конкретного мовця, наприклад:

```
Кажуть: щоб солодко відпочивалося, треба гарно потрудитись.
З дитячих літ живе у серці він, як материнське слово незабутнє, і тихо каже: знай, ти не один (М. Рильський).
```

  б) слова, що вказують на джерело повідомлення, виділяємо лише комами, наприклад:

```
У Києві, повідомляють газети, розпочала роботу сесія Верховної Ради України.
```

  в) якщо текст подається у вигляді авторської мови, однак стилістично наближається до прямої мови, зберігаючи лексичні й стилістичні особливості, інтонацію та емоційне забарвлення, — це невласне пряма мова, наприклад:

```
Навіть старі хвалили Гущу. Вони ходили розпитать у нього, чи скоро буде нарізка [землі]. Він, певно, знає. Марко сміявся. Ніхто з доброї волі землі не дасть. Як! Не будуть землю ділити? Що ж тоді буде? (М. Коцюбинський).
```

  г) пряма мова входить до простого речення як непряма, текст подаємо без спеціальних розділових знаків, наприклад:

```
Мати сказала припнути теля (Гр. Тютюнник).
```

5. Не виділяється також непряма мова, що входить до складного речення його підрядною частиною та приєднується сполучниками що, щоб, ніби, мов, немов, наче, неначе, частками хай, нехай, наприклад:

```
Сусіда попередив, щоб я не запізнювався на роботу; Передай Андрію, хай би зайшов під вечір (А. Головко).
```